# Isoforondi-isocyanaat
Isoforondi-isocyanaat (doorgaans afgekort tot IPDI) is een kleurloze tot lichtgele vloeistof met een scherpe geur. Ze behoort tot de alifatische isocyanaten.

## Synthese
Isoforondi-isocyanaat wordt gevormd door de reactie van isoforondiamine, een derivaat van isoforon, met fosgeen. Het wordt onder meer geproduceerd door Rhodia (het vroegere Rhône-Poulenc Chimie).

## Toepassing
Isoforondi-isocyanaat wordt gebruikt in de productie van polyurethanen; deze vinden vooral toepassing in UV- en weerbestendige coatings (met name voor vliegtuigen of hoogwaardige autolakken), in mastiek en kleefstoffen.

## Toxicologie en veiligheid
Isoforondi-isocyanaat reageert met water, zuren, alcoholen, amines, amiden, basen, thiolen en fenolen. Bij hoge temperatuur kunnen deze reacties hevig zijn. De stof kan polymeriseren bij verwarming.
Zoals andere isocyanaten (bijvoorbeeld HDI) is isoforondi-isocyanaat giftig bij inademing; de damp irriteert de ogen en luchtwegen en veroorzaakt tranen, keelpijn en hoest. Herhaalde of langdurige inademing kan astma veroorzaken. Blijvende schade aan de ogen is mogelijk. Isoforondi-isocyanaat is sterk irriterend voor de huid en kan roodheid en pijn veroorzaken. Herhaald of langdurig contact kan de huid gevoelig maken.
Isoforondi-isocyanaat is ook giftig voor waterorganismen.